# Nový Hrádek
Nový Hrádek är en köping i Tjeckien. Den ligger i den nordöstra delen av landet, 130 km öster om huvudstaden Prag. Nový Hrádek ligger 570 meter över havet och antalet invånare är 697.
Terrängen runt Nový Hrádek är huvudsakligen kuperad, men den allra närmaste omgivningen är platt. Terrängen runt Nový Hrádek sluttar västerut. Runt Nový Hrádek är det ganska glesbefolkat, med 42 invånare per kvadratkilometer. Närmaste större samhälle är Nové Město nad Metují, 6,7 km väster om Nový Hrádek. I omgivningarna runt Nový Hrádek växer i huvudsak blandskog.